# Barbara Starr

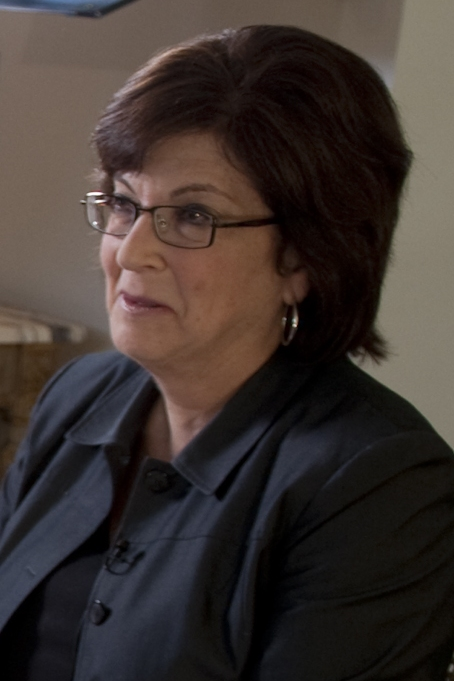
Barbara Starr in 2010

Barbara Starr (11 september 1950) is een Amerikaanse journaliste. Zij is de Pentagon-correspondent voor het televisienetwerk CNN. Haar standplaats is Washington D.C.

## Carrière
Starr is afgestudeerd aan California State University - Northridge, waar ze een Bachelor of Arts-graad in journalistiek behaalde. Van 1979 tot 1988 was zij correspondent voor Business Week magazine en schreef ze over energie-aangelegenheden. 
Vervolgens werkte ze voor het nieuwsmagazine Jane's Defence Weekly van 1988 tot 1997, waar ze verslag deed over nationale veiligheid en defensiebeleid. Daarna trad ze als producer in dienst van ABC News, waar zij met een Emmy Award werd onderscheiden voor de behandeling van het nieuws over het Pentagon.
In 2001 trad Starr in dienst van CNN als de leidende Pentagon-correspondent, die de verslaggeving van nationale veiligheidsonderwerpen verzorgt, waaronder de oorlogen in Irak en Afghanistan.

## Kritiek
Starr kreeg soms kritiek voor haar verslaglegging; ze werd eens een "woordvoerder voor het Pentagon" genoemd..
In juni 2013 speelde MSNBC-reporter Chris Hayes een passage af, waarin hij stelde dat Starrs publicatie van gelekte informatie op zijn minst zo potentieel schadelijk voor de nationale veiligheid was als die door Glenn Greenwald van The Guardian.
In juli 2015 kreeg zij kritiek van Kenianen voor een Twitter-bericht waarin zij Kenia een "broeinest van terroristen" noemde, op het moment dat president Obama onderweg was naar het Oost-Afrikaanse land. Zij verwees toen naar het veiligheidsrisico dat werd gevormd door de Al-Shabaab krijgers, die opereerden vanuit het naburige Somalië.